# Biblioteca Județeană „Panait Cerna” din Tulcea
Biblioteca Județeană „Panait Cerna“ din Tulcea este o bibliotecă publică în județul Tulcea și poartă numele poetului Panait Cerna. Sediul bibliotecii se află în municipiul Tulcea, pe strada Isaccei, nr. 16 A, lângă Aleea personalităților. În acest spațiu generos, desfășurat pe o suprafață de 3500 mp, cu trei nivele, scară în spirală, ascensor pentru carte, funcționează din anul 1984, întâmpinându-și cititorii cu un fond care este actualmente de aproximativ 270.000 de unități bibliografice.

## Istoric
Biblioteca publică a orașului este, se pare, continuatoarea bibliotecii Prefecturii Județului Tulcea, înființată, probabil, în 1878 sau 1879, imediat după instaurarea administrației românești, înzestrată din dispoziția unora dintre foștii prefecți ai județului, printre care și poetul Ioan Nenițescu. Biblioteca, a cărei succesoare se consideră a fi Biblioteca Județeană „Panait Cerna”, a luat ființă în anul 1900, când directorul liceului din Tulcea (actualul Colegiu Dobrogean „Spiru Haret”), Constantin  Moisil, cumpără biblioteca personală a fostului director al liceului, N. Alexandrescu, și o transformă în bibliotecă publică. În acel an biblioteca avea un fond de aproximativ 2000 volume. 
Devastată în timpul Primului Război Mondial, în perioada 1919-1920 se strânge un nou fond de carte pentru o bibliotecă publică, însă nu se reușește înființarea ei. Între anii 1922-1923 ia naștere, din inițiativa unor cadre didactice din oraș, „Biblioteca Casei Învățătorului”, care avea abonamente la toate publicațiile Bibliotecii Academiei Române. În perioada anilor 1928-1929 se înființează Biblioteca publică ”Panait Cerna”, sub patronajul generalului pensionar Panaitescu. La început ia ființă din mici subvenții. Are o secție de împrumut și o sală de lectură. Împrumutul la domiciliu se făcea pe baza unei contribuții lunare achitate de cititori. Din aceste cotizații se îmbogățea fondul de cărți și se plătea salariul bibliotecarului. Se lucra cu un catalog alfabetic, fondul acestei bibliotecii ridicându-se la 10.000-12.000 volume. În 1939 deținea 12.000 volume.
În 1942 funcționa pe strada Sfântul Nicolae (azi Str. Progresului), era „singura bibliotecă din oraș” și era condusă de avocatul Traian C. Radu. În calitate de președinte al Bibliotecii publice ”Panait Cerna”, acesta cere Prefecturii Județului Tulcea deschiderea bibliotecii, închisă pe 12 ianuarie 1942 ”din motive de siguranță, întrucât ar fi existat în bibliotecă ședințe de nuanță subversivă”. Totuși, Poliția Tulcea consideră ”inoportun să se deschidă biblioteca”. Fondul de carte a fost salvat de la distrugere în timpul celui de-al Doilea Război Mondial, când vor fi încărcate într-un vagon de marfă (Nr. 13) pentru evacuare. În 1948, fondul de carte al Bibliotecii Prefecturii județului Tulcea este epurat, fiind aproape lichidat.  
În 1948, Biblioteca Publică este reorganizată sub egida Consiliului Cultural al Județului Tulcea, fondul fiind constituit din cărțile Bibliotecii Casei Învățătorului, înființată în 1922-1923, cărțile Bibliotecii „Panait Cerna”, rămase după epurarea excesivă din același an, la care se adaugă cărțile primite cu ajutorul Comitetului Județean Tulcea și a Ministerului Artelor și Informațiilor, în urma intervențiilor președintelui bibliotecii, Grigore Cuculis.  
În baza H.C.M. 1452/1952, Biblioteca Publică va fi transformată în Biblioteca Centrală Raională. Din păcate, această bibliotecă nu a moștenit nimic din fondul vechii biblioteci.
În 1958, va avea sediul pe str. Progresului nr.26, cu un fond de carte de 22.172 volume.  Biblioteca funcționa în acea perioadă cu o sală de lectură de 40 de locuri și o secție pentru copii. Localul actual, era situat ”într-o clădire dărăpănată, insalubră (…), rece până la deprimare (…), cu încăperi insuficiente”. Anual biblioteca achiziționa 8 000 de exemplare cărți și 130 de publicații periodice și seriale.
În anul 1975, Biblioteca Municipală își desfășura activitatea pe strada Spitalului nr. 4, în clădirea redacției ziarului „Delta”, unde funcționau secții de împrumut pentru adulți și copii și o sală de lectură. Întrucât „actualul spațiu al Bibliotecii municipale este total necorespunzător, atât în ceea ce privește condițiile ce le asigură pentru păstrarea cărților cât și pe planul relațiilor cu publicul cititor”, se ia inițiativa construirii unui nou sediu.
Noua bibliotecă a fost proiectată în cadrul Secției de proiectare a județului Tulcea, coordonatori fiind Constantin Goran și Pavel Marcel. Firma constructoare, Antrepriza de construcții montaj Tulcea, urma să înceapă construcția în 1980 și să o dea în funcțiune până în anul 1984. Funcționalitatea clădirii consta în: Bibliotecă publică, Librărie de prezentare de carte de specialitate, Colectura Bibliotecii, Sala de expoziții a UAP, „Dacia”. În anul 1984, pe 26 aprilie, Biblioteca Județeană se mută într-un local nou, modern, amplasat pe malul Dunării, pe strada  Isaccei nr. 20, sediu în care își desfășoară activitatea și în prezent. Noul sediu, având o suprafața construită de 3400  m2, pe trei nivele la sud și patru la est, cu scară și grădină interioară, cu ascensor pentru cărți, a permis diversificarea secțiilor și serviciilor și o bună punere în valoare a colecțiilor atât în sălile cu acces liber la raft, cât și în depozite. Pentru cei mai mici cititori a fost organizată o sală de basm, multifuncțională (activități de ludotecă, audiții pe disc, proiecții de diafilme și diapozitive). Copiii dispun și de o secție de împrumut de 130 m.p. cu o capacitate de expunere la raft de 25.000 de volume și de o sală de lectură de 230 m.p. cu fondul aferent depozitat în incinta ei. Secția de împrumut pentru adulți, cu o suprafață de 364 m.p., expune la raft aproximativ 50 - 60 mii de volume, depozitul aferent  (147 m.p.) sporind capacitatea secției. Sala de lectură pentru adulți, cu 40 de locuri, are alături un depozit de 144 m.p. iar un etaj mai sus mai deține un alt depozit de 165 m.p. Noi în structura organizatorică a unei biblioteci publice sunt: Cabinetul de științe sociale, dotat cu cărți, periodice, materiale audio-vizuale, grafice, panouri etc., Sala de audiții muzicale, cu discotecă și bandotecă, pian de concert, televizor în culori etc., Sala de conferințe, cu 100 de locuri, Cabinetul metodic, Atelierul de legătorie.  Mutarea s-a realizat în doar trei luni, fără a închide concomitent toate secțiile și asigurând astfel continuitatea serviciilor.
Colecțiile bibliotecii însumau în 1962 aproape 13.000 de volume, în 1966 - 21.000 de volume, în 1969 - 26.000 de volume, ajungând în 1984, în momentul mutării în noul sediu, la aproximativ 130.000 de volume cărți, 270 titluri periodice, 2.000 de discuri și câteva sute de diafilme și diapozitive.
În 1990 se înființează și se organizează Secția de carte în limbi străine.
În 1992, prin Decizia nr. din 29 mai 1992 a Consiliului Județean Tulcea Bibliotecii Județene i se atribuie numele ”Panait Cerna”.
În 2005 se publică primul număr al revistei de informare și cultură «Lectura publică».
În 2007 Biblioteca Județeană este cuprinsă în Programul Internațional Global Libraries finanțat de Fundația Bill & Melinda Gates și administrat de IREX.
În 2008, cu sprijinul financiar al Consiliului Județean Tulcea, se realizează și se finalizează lucrările de reabilitare termică a clădirii și se instalează o centrală nouă racordată la sistemul de distribuție gaze naturale.

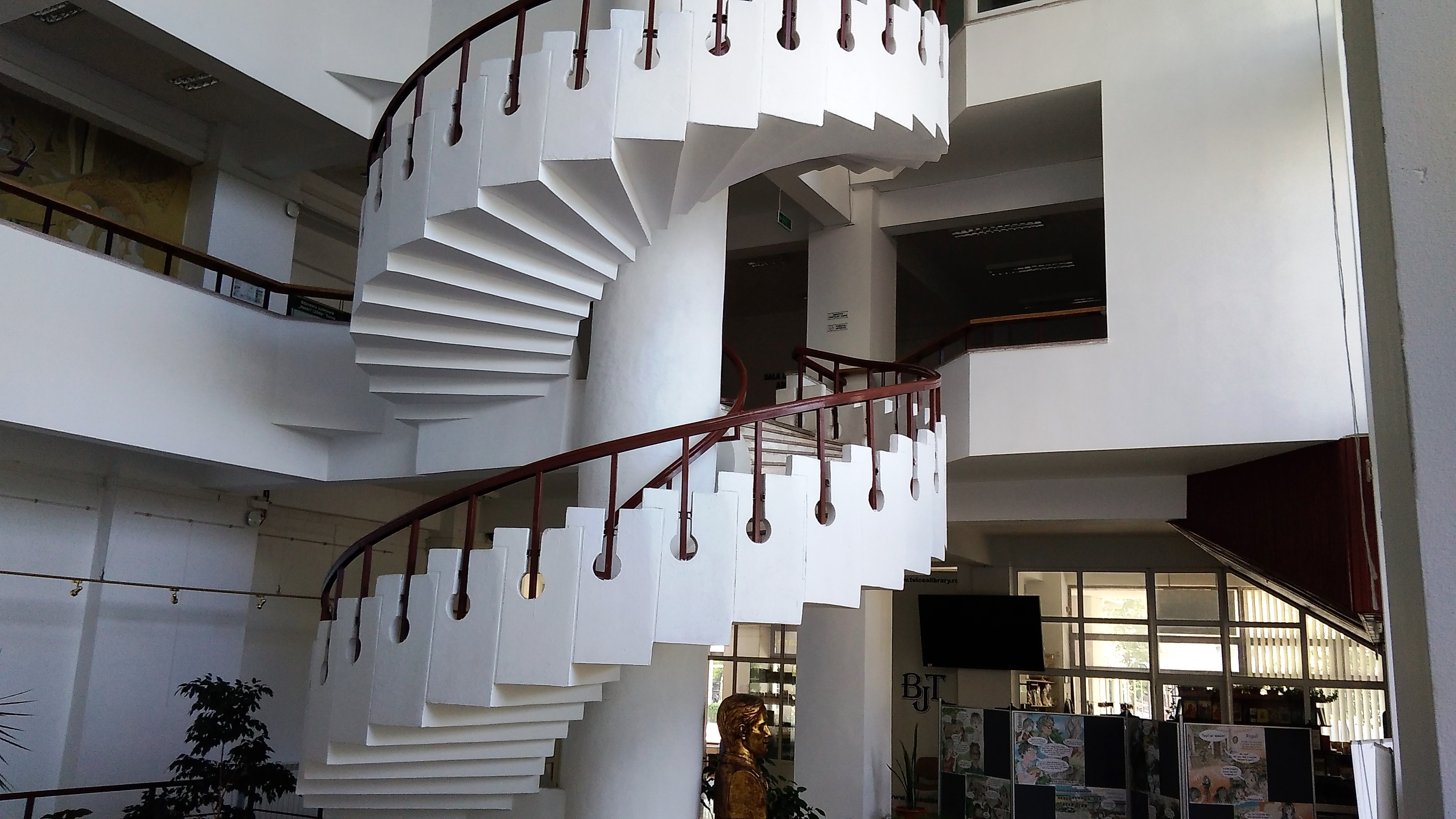
Scara interioară din foaierul bibliotecii

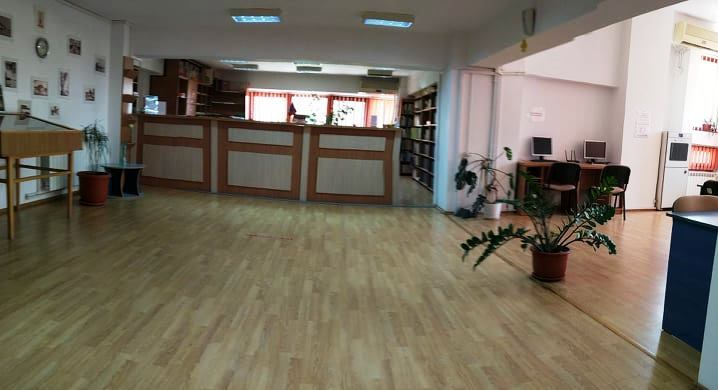
Sala de lectură pentru adulți ”Valentin Șerbu”

## Galerie foto

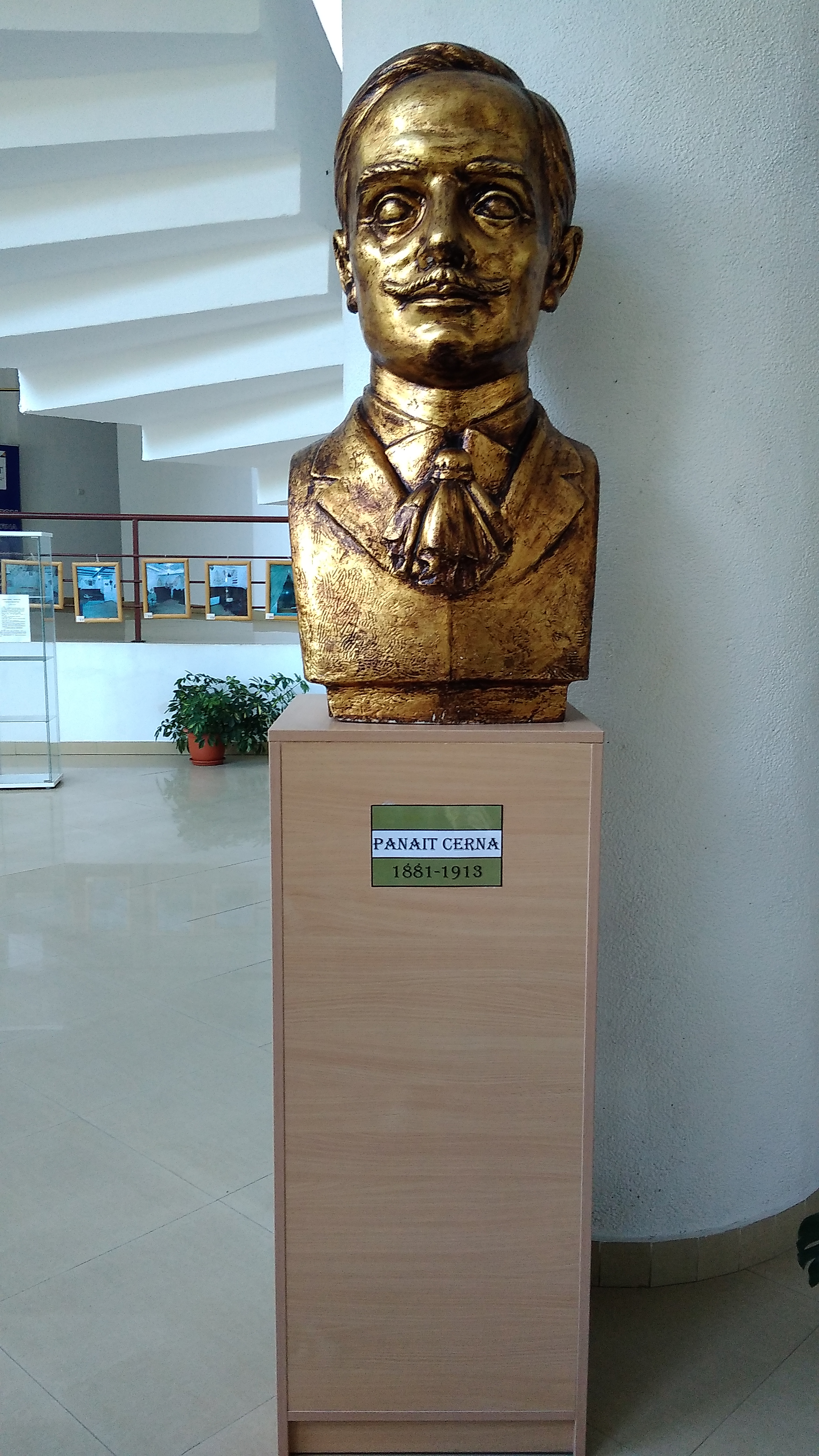
Bustul poetului Panait Cerna aflat în foaierul Bibliotecii Județene ”Panait Cerna” Tulcea
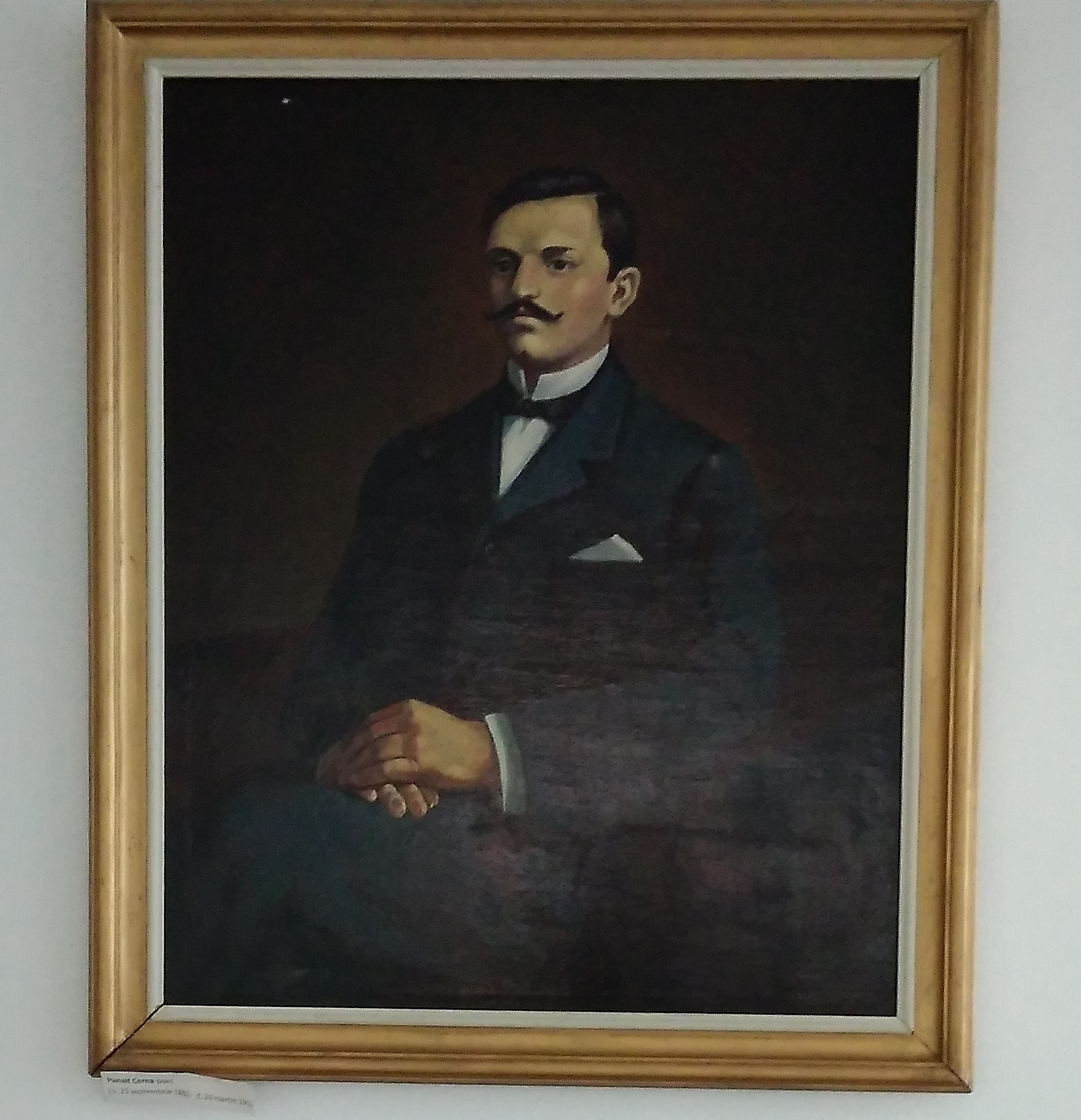
Portretul poetului Panait Cerna aflat la Biblioteca Județeană
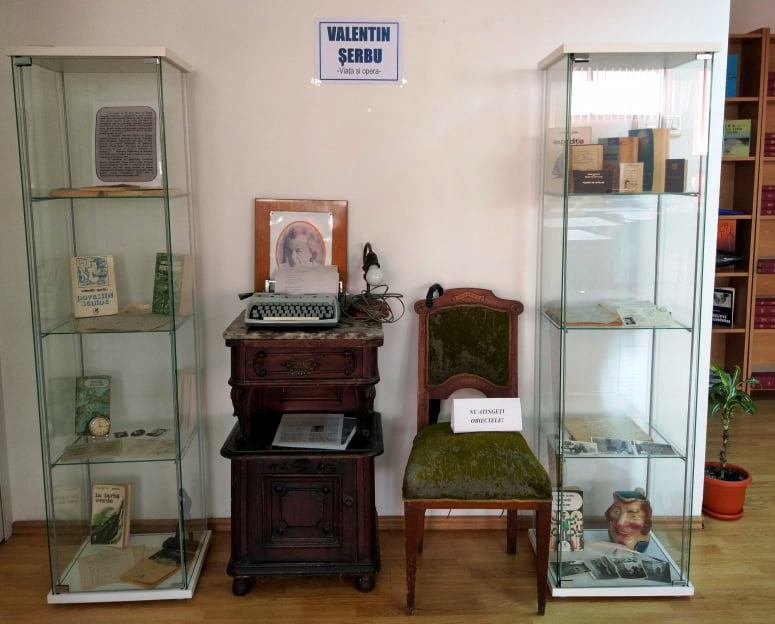
Expoziția dedicată lui Valentin Șerbu din interiorul Sălii de lectură pentru adulți

## Secțiile bibliotecii
Parter:   Sala de carte în limbi străine, Compartimentul Metodic
Etaj I:     Sala de lectură pentru adulți, Compartimentul Informatizare, Împrumut carte pentru copii. Înscriere utilizatori, Colecții speciale. Depozit legal local
Etaj II:    Mediateca, Împrumut carte pentru adulți, Ludoteca
Etaj III:  Sala de lectură pentru copii, Compartimentul dezvoltarea și prelucrarea colecțiilor